# Pedro Marques
Pedro Manuel Dias de Jesus Marques, economista, nasceu a 1 de agosto de 1976, na freguesia do Afonsoeiro, concelho do Montijo.
Casado e pai de 3 filhos, exerce as funções de deputado ao Parlamento Europeu, eleito para a 9ª legislatura (2019 - 2024), depois de ter encabeçado a lista do Partido Socialista nas eleições de 26 de maio de 2019.
Durante este mandato, foi eleito Vice-Presidente do Grupo da Aliança Progressista de Socialistas e Democratas no Parlamento Europeu.

## Educação e início da carreira profissional
Depois de concluir a licenciatura em Economia, no Instituto Superior de Economia e Gestão (ISEG), em 1997, integrou a Estrutura de Apoio Técnico de Intervenção Operacional para Renovação Urbana - II Quadro Comunitário de Apoio. Em 1999 conclui o mestrado em Economia Internacional, sendo, ao mesmo tempo, Consultor Sénior da CISED Consultores.

## Trabalho na política nacional
Em paralelo à atividade académica e profissional, em 2002, resultado da intervenção cívica, associativa e política no seu concelho, Montijo, e distrito, Setúbal, é eleito vereador da Câmara Municipal do Montijo, com os pelouros da Ação Social e Saúde, Habitação Social, Planeamento e Desenvolvimento Económico.
A constituição do XVII Governo Constitucional, em 2005, leva-o, a convite do ministro do Trabalho e Solidariedade Social, José António Vieira da Silva, a desempenhar as funções de Secretário de Estado da Segurança Social, missão que cumpre até 2011.
Neste período, está profundamente ligado à reforma da Segurança Social de 2007, amplamente elogiada pela União Europeia e pela OCDE, apontada como estruturante para a sustentabilidade que o sistema de Segurança Social português ainda hoje apresenta. Relevante foi também a implementação do Programa PARES, que permitiu a duplicação de equipamentos sociais em todo o País, aplicando critérios concelhios de majoração para projetos em valências até então deficitárias ou mesmo inexistentes.
Depois de eleito deputado à Assembleia da República na XI Legislatura pelo círculo eleitoral de Setúbal, repetiu a eleição na XII Legislatura, desta feita pelo círculo eleitoral de Portalegre, numa lista que encabeçou e que foi a mais votada. Desempenhou as funções de vice-presidente do Grupo Parlamentar do Partido Socialista até 2014, quando regressa ao setor privado para integrar a Capgemini Portugal.
No seguimento do seu contributo para a coordenação da Agenda para a Década, documento que se viria a tornar base programática com que o PS se apresentou às eleições legislativas de 2015, foi convidado pelo primeiro-ministro António Costa para integrar o XXI Governo Constitucional.
Em novembro de 2015, toma posse como Ministro do Planeamento e das Infraestruturas, tendo tido responsabilidades em áreas como os Fundos Estruturais, a recompra da maioria da posição pública na TAP ou a elaboração do plano de investimentos de modernização da ferrovia nacional, programa Ferrovia 2020. 

## Trabalho a nível europeu
Foi anunciado pelo secretário-geral do PS, António Costa, como cabeça de lista do partido às eleições europeias de 2019. No dia 26 de maio, o PS viria a ganhar as eleições com 33.38% dos votos, elegendo 9 deputados para a 9.ª legislatura (2019-2024).
No Parlamento Europeu, integra as comissões AFET (Assuntos Externos), ECON (Assuntos Económicos e Monetários), FISC (Subcomissão dos Assuntos Fiscais), a Delegação para as Relações com os Países do Magrebe e a União do Magrebe Árabe, incluindo as Comissões Parlamentares Mistas UE-Marrocos, UE-Tunísia e UE-Argélia e a Delegação para as Relações com a Índia. Trabalhou diretamente na criação do Fundo de Transição Justa, na criação da Autoridade Europeia contra o Branqueamento de Capitais, entre outros.
Além disso, desempenha as funções de Vice-Presidente  do Grupo da Aliança Progressista de Socialistas e Democratas desde dezembro de 2020, tendo sido reeleito para as funções em dezembro de 2021. Atualmente, os pelouros da sua responsabilidade incluem Assuntos Sociais, Assuntos Externos e Comunicação.